# عوس متفاخر
العوس المتفاخر هو ببغاء صغير ذو ألوان زاهية، متوطن في إندونيسيا. يعيش هذا النوع في جزيرة واحدة، هي كاراكيلونغ، ضمن أرخبيل إندونيسيا، على الرغم من أنه كان موجوداً سابقاً في جزر سينغيه وأجزاء أخرى من جزر تالود ‏.